# Brandförsäkrings AB Fenix
Brandförsäkrings AB Fenix, var ett svenskt försäkringsbolag, grundat 1888. Man sysslade främst med avbrotts- och brandförsäkringar samt återförsäkringar. Försäkrings AB Heimdall var dotterbolag. 
1949 köptes bolaget upp av Lifförsäkrings AB Thule och uppgick 1963 i Skandia.

## Verställande direktörer
- 1921–1939 Axel Österlöf